# Все через цю шалену Пауліну
«Через божевільну Пауліну» («Tās dullās Paulīnes dēļ») — радянський художній фільм 1979 року, знятий режисером Вією Бейнерте на Ризькій кіностудії.

## Сюжет
Так склалося життя двох літніх сестер Пауліни та Лізбет, що не були вони ніколи нареченими і не гуляли на своїх весіллях. Активна і романтична Пауліна запропонувала сестрі заробити трохи грошей на збиранні грибів і купити собі дорогі і красиві сукні для майбутнього похорону. Не відмовляючи собі, сестри купили ще й ультрамодні перуки. Жінки стали настільки красиві в обновках, що вирішили сфотографувати цей момент і викликали фотографа.
Пауліна влаштувалася в труні, бажаючи зрозуміти, як вона там виглядатиме. Чекаючи майстра вона непомітно заснула, і фотограф був у повній впевненості, що знімає стареньку, що почила. Коли у відповідь на промовлені на її адресу компліменти, «небіжчиця» встала і заговорила — у бідного художника трапився такий шок, що він сам ледве залишився живим.
Після ланцюжка кумедних подій, дія закінчується справжнім весіллям, і про похорон уже ніхто навіть не згадує.

## У ролях
- Ліліта Берзіня-Прієде — Пауліна
- Лідія Фреймане — Лізбет
- Евалдс Валтерс — фотограф
- Світлана Блесс-Путе — Майга, сусідка
- Арійс Гейкінс — Фредіс, сусід
- Мікс Звірбуліс — роль другого плану
- Вія Бейнерте — роль другого плану
- Алвіс Лапіньш — роль другого плану
- Дзінтра Мендзіня — епізод
- Івар Калниньш — епізод
- Рудольф Плепіс — епізод
- Улдіс Ваздікс — епізод
- Віліс Кімеліс — епізод
- Едуардс Платайскалнс — епізод

## Знімальна група
- Режисер — Вія Бейнерте
- Сценаристи — Алвіс Лапіньш, Візма Белшевіца
- Оператор — Мікс Звірбуліс
- Композитор — Іварс Вігнерс
- Художник — Улдіс Паузерс